# چشمه بغل (سیرجان)
چشمه بغل روستایی در دهستان بلورد بخش بلورد شهرستان سیرجان استان کرمان ایران است.

## جمعیت
بر پایه سرشماری عمومی نفوس و مسکن در سال ۱۳۹۵ جمعیت این مکان ۸ نفر (۴خانوار) بوده‌است.